# Pedro José Escalón
Pedro José Escalón (Santa Ana, El Salvador, 25 de março de 1847 — Santa Ana, El Salvador, 6 de setembro de 1923) foi um militar e político salvadorenho que foi presidente de seu país (1903-1907).